# Hot Girl Summer Tour
 (juin 2024).
Le Hot Girl Summer Tour est la première tournée de concerts en tête d'affiche de la rappeuse américaine Megan Thee Stallion à l'appui de son prochain troisième album studio, Megan, et de toute sa discographie. La tournée a commencé le 14 mai 2024, à Minneapolis, aux États-Unis, et se terminera à Chicago, le 1er août 2024, à Lollapalooza. Il aura lieu dans des villes d'Amérique du Nord et d'Europe, comprenant 35 spectacles. GloRilla se produira en première partie pour le legs nord-américain.

## Contexte
Le 20 mars 2024, Megan Thee Stallion a officiellement annoncé la tournée,, avec 31 spectacles à travers l'Amérique du Nord et l'Europe allant de mai à juillet 2024, ce qui s'est étendu à 35 spectacles en raison de l'ajout de nouvelles dates. Les billets ont été mis en vente le 22 mars 2024, avec la prévente de l'artiste le 21 mars.

## Performance commerciale
Le 22 mars 2024, Megan Thee Stallion a annoncé des dates supplémentaires pour Chicago, Atlanta et Houston en raison d'une « demande écrasante ». Le 24 avril 2024, l’artiste a annoncé une nouvelle date pour San Francisco.

## Programme
Cette liste est celle d'un concert à Minneapolis et ne représente pas nécessairement toute la tournée.
1. HISS
2. Ungrateful
3. Thot Shit
4. Freak Nasty
5. Megan’s Piano
6. Gift & A Curse
7. Hot Girl
8. Kitty Kat
9. Cobra
10. Plan B
11. Cognac Queen
12. Big Ole Freak
13. Girls In The Hood
14. BOA
15. Sex Talk
16. Eat It
17. What’s New
18. Captain Hook
19. Southside Forever Freestyle
20. Ride Or Die (Interlude)
21. Pop It
22. Wanna Be (avec GloRilla)
23. WAP
24. NDA
25. Don’t Stop
26. Stalli Freestyle
27. Cash Shit

Encore
1. Body
2. Savage